# Callianthemum isopyroides
Callianthemum isopyroides är en ranunkelväxtart som först beskrevs av Dc., och fick sitt nu gällande namn av Johanna A. Witasek. Callianthemum isopyroides ingår i släktet Callianthemum och familjen ranunkelväxter. Inga underarter finns listade i Catalogue of Life.